# SN 2005gc
SN 2005gc – supernowa typu Ia odkryta 22 września 2005 roku w galaktyce A012137-0058. W momencie odkrycia miała maksymalną jasność 21,20m.